# The Goon
The Goon est une série de comic books scénarisée et dessinée par Eric Powell et publiée actuellement par Dark Horse (après un passage chez Avatar Press et de l'autopublication).
La série est distribuée en France par l'éditeur Delcourt.

## L'histoire
L'histoire de The Goon se déroule dans une ville sans nom située entre la mer et une forêt hantée, le « Bois des Mangeurs de Chevaux ».
Elle raconte les aventures du Goon et de Franky, son meilleur ami — et psychopathe de surcroît —, dans une ville gangrénée par l'installation du gang des zombies dirigé par un homme sans nom, le prêtre zombie (zombi priest) dont le repaire se trouve dans la rue mal famée de Lonely Street.

## L'univers deThe Goon
Eric Powell a créé dans The Goon un univers comique délirant sur une trame sombre. Le comics démarre dans ses premiers tomes sur une série d'histoires délirantes ponctuées d'un sens de l'humour noir et de répliques cinglantes des différents protagonistes. Ces premiers tomes se voient accompagnés de fausses publicités ou de saynètes humoristique mettant en scène les personnages de la BD ou non (Valentin Pechu...)
Eric Powell introduit au fur et à mesure une histoire complexe et sombre qui s'intensifie à partir du tome 6, Chinatown.
The Goon reprend de nombreux classiques du cinéma d'horreur en faisant intervenir successivement zombie, monstre, vampire, mais aussi scientifique fou et loup-garou. Cependant, l'angle choisi n'est pas l'horreur mais la dérision, comme l'apparition de vampires gothiques ou encore de vampires scintillants à la lumière du soleil.
The Goon est le demi-frère spirituel d'Hellboy – ce dernier lui a même rendu visite dans le tome 3, Tas de Ruines.

## Personnages
- Le Goon : le personnage principal, brute épaisse et âme torturée. Élevé par sa tante Kizzy, une foraine connue comme la femme la plus forte du monde, il est d'abord connu comme étant le collecteur de fond du malfrat Labrazzio. Le Goon est un personnage profond dont les souffrances sont cachées sous un physique de brute et un visage à moitié brûlé.
- Franky : il s'agit du meilleur ami du Goon dont il fait la connaissance étant enfant. Psychopathe, alcoolique, menteur, il accompagne le Goon dans toutes ses aventures. Franky est reconnaissable à sa tête de cacahuètes et son chapeau ainsi qu'à ses célèbres répliques telles que le "Couteau dans l’œil".
- Le prêtre zombie (the zombie Priest) : Un seul connaît son nom. Suppôt de l'Enfer, il réanime et contrôle les morts. Après un passage dans une ville qu'il a entièrement ravagée, il décide de s'implanter dans la ville du Goon, plus précisément dans son quartier général de Lonely Street. Son rôle est prépondérant dans la première partie de la série mais il s'efface un peu plus au profit d'autres antagonistes du Goon.
- Louloup : un lycanthrope qui fréquente le pub de Norton ; il est aussi un ami du Goon et de Francky (Bien qu'il ait tenté de tuer Goon une fois pour de l'argent.)
- Dr. Hieronymous Alloy : Le Dr. Alloy est un utopiste invétéré dont le corps a été transformé à la suite d'une expérience. Recouvert d'une couche de métal s’altérant au fil du temps, il a tendance à aller beaucoup trop loin lorsqu'il veut faire le bien, menaçant ainsi les habitants de la ville.
- Busard : Busard est l'ancien shérif d'une petite bourgade dont la population a été transformée en zombie par le Prêtre. Seul survivant de la catastrophe, il s'est attaqué à son adversaire qui l'a transformé en goule. Forcé de se nourrir de cadavre pour survivre, Busard a poursuivi le Prêtre jusqu'à Lonely Street.
- Norton : patron du fameux pub "Norton's", il est le fils d'une voyante tzigane. Une bonne partie des scènes de la série se déroulent dans son bar.
- Jalia : mère de Norton, il s'agit d'une voyante originaire d'un clan tzigane. La "Môman de Norton" est caractérisé par son côté un peu cinglé.
- Mirna : chanteuse dans le pub de Norton, cette belle jeune femme n'est pas indifférente au "charme" du Goon.
- Merle: aficionado du "Norton's", il s'agit d'un loup-garou un peu pouilleux qui dégote des combines louches pour vivre.
- Spider : Spider est une araignée géante qui passe son temps au "Norton's". Tricheur invétéré, menteur avide d'argent, il se débrouille toujours pour se sortir vivant de ses parties de poker.
- Willie Nagel : Willie est un zombie. Cependant contrairement aux autres mort-vivants, il est conscient de son état et se comporte comme tout un chacun, ne cherchant pas à manger le cerveau de son voisin.
- Grave : ayant passé un marché avec le Prêtre alors qu'il avait besoin d'argent, Grave a fourni ce dernier en corps pendant plusieurs années. Ce faisant, il a maudit sa famille et notamment ses deux enfants à naître qui lui servent dès lors d'acolytes pendant ses excursions.
- Labrazio : Labrazio est un mafieux violent de la pire espèce. Il a rencontré le Goon lorsqu'il était enfant alors qu'il cherchait un abri chez les forains. Goon travaillerait pour lui depuis ce temps là, chargé de récupérer l'argent qui lui est dû auprès de ses débiteurs.
- Tante Kizzy : ni plus, ni moins que la tante adoptive du Goon, décédée lors d'une altercation entre la police et Labrazio en cherchant à protéger son neveu. Elle travaillait dans un cirque sous le nom de Kizzy "la vierge de fer".
- Hobos : ce sont des marginaux cannibales vivant dans la jungle Clodo sous le règne du Roi Clodo. On les voit fréquemment comme antagonistes du Goon.
- Zombies : Agahhhhhhh

## Publications
France
En France, la série est publiée aux éditions Delcourt depuis 2005, dans la collection Contrebande.
- Tome 1 : Rien que de la misère (2005)
- Tome 2 : Enfance assassine (2006)
- Tome 3 : Tas de ruines (2006)
- Tome 4 : Vertus et petits meurtres (2007)
- Tome 5 : Fâcheuses tendances (2008)
- Tome 6 : Chinatown (2009)
- Tome 7 : Migraines et cœurs brisés (2010)
- Tome 8 : Le bal des damnés (2011)
- Tome 9 : Calamités de conscience (2012)
- Tome 10 : Malformation et déviances (2013)
- Tome 11 : Complaintes et lamentations (2014)
- Tome 12 : Du whisky et du sang (2015)
- Tome 13 : Malchance, impair et manque (2016)

 États-Unis
Éditée d'abord par Albatross Exploding Funny Books en 2002, un label autopublié par Eric Powell lui-même, la série a ensuite été reprise en 2003 par Dark Horse, pour être diffusée sous forme de comics bimensuels, mais aussi sous forme de recueils, à l'instar de ceux publiés en France. Le découpage de la série principale en petites historiettes plus ou moins indépendantes s'est conclu en 2015 avec le n°45 et Eric Powell publie désormais des récits complets courts (one shots) en 4 parties pour autant de numéros.
- The Goon' #1-53, bimensuel (Dark Horse)
- Volume 1 (one shot, parts 1-4): Nothin' but Misery (2003)
- Volume 0 : Rough Stuff (2004)
- Volume 2 (#1-4): My Murderous Childhood (And Others Grievous Yarns) (2004)
- Volume 3 (#5-8): Heaps of Ruination (2005)
- Volume 4 (#9-13): Virtue and the Grim Consequences Thereof (2006)
- Volume 5 (#14-18): Wicked Inclinations (2006)
- Dwight T. Albatross's The Goon: Noir (#1-3) (2007)
- Volume 6 (graphic novel): Chinatown and the Mystery of Mr. Wicker (2009)
- Volume 7 (#19-23): A Place of Heartache and Grief (2009)
- Volume 8 (#24-27): Those That Is Damned (2009)
- Volume 9 (#28-31): Calamity of Conscience (2009)
- Volume 10 (#32-33, Buzzard #1-3): Death's Greedy Comeuppance (2011)
- Volume 11 (#34-37): The Deformed of Body and the Devious of Mind (2012)
- Volume 12 (#38-41): Them that Raised Us Lament (2013)
- Volume 13 (#42-45): For Want of Whiskey and Blood (2014)
- Volume 14 (#46-49, one shot, parts 1-4): Occasion of Revenge (2015)
- Volume 15 (#50-53, one shot, parts 1-4): Once Upon A Hard Time (2016)

Une nouvelle série du Goon est publiée chez Albatros depuis 2019. En France, Delcourt a annoncé une reprise de la série avec une première publication de ce nouveau cycle prévue en janvier 2022.
La série a fait l'objet également de republications diverses variées, telles que les "2nd editions" des cinq premiers recueils, avec de nouvelles couvertures signées de l'auteur, et les trois volumes de la "Fancy Pants Edition".

## Signification du mot Goon en anglais
En anglais (USA ou Canada), le mot Goon est synonyme de brute épaisse, de bourrin mais aussi de gorille. Il s'emploie entre autres dans le hockey sur glace pour désigner les joueurs les plus violents.

## Collaborateurs
Kyle Hotz, Mike Mignola, John Arcudi, Mike Ploog, Tony Moore, Steve Niles...

## Récompenses
La série a remporté de nombreux prix dont :
- International Horror Guild Awards : 2004 Best Illustrated Narrative
- 2004 : prix Eisner du meilleur numéro pour Goon n°1
- 2005 : prix Eisner de la meilleure série et de la meilleure publication humoristique

Elle a été également nommée lors du 33e Festival international de la bande dessinée d'Angoulême dans la catégorie Prix du premier album

## Adaptation
Une adaptation cinématographique en images de synthèse était prévue pour 2013. David Fincher (Fight Club) en était le producteur, accompagné par Blur Studio (les séquences en images de synthèse de jeux comme Star Wars: The Old Republic ou Star Wars : Le Pouvoir de la Force 2 ainsi qu'une partie de celles d'Avatar...); le scénario est signé Eric Powell. Ayant réussi sa campagne de financement par le biais de Kickstarter, le film est actuellement en production. En avril 2017, les gens de chez Blur Studio travaillaient toujours sur un story reel (un storyboard auquel on rajoute de la musique et des effets sonores) en vue d'attirer l’attention des studios pour réussir à faire le film. Aucune date de sortie n’a encore été annoncée.